# Élections sénatoriales françaises de 1962
Des élections sénatoriales  se sont déroulées le 23 septembre 1962. Elles ont eu pour but de renouveler la série A (soit un tiers) du Sénat.

## Composition du Sénat après renouvellement

### Sièges par groupe
| composition du Sénat en 1962 |                                                                 |        |  |  |  |  |
| Groupes parlementaires       | Groupes parlementaires                                          | Sièges |  |  |  |  |
|                              | Groupe des Républicains indépendants (RI)                       | 65     |  |  |  |  |
|                              | Groupe socialiste (SOC)                                         | 52     |  |  |  |  |
|                              | Groupe de la Gauche démocratique (GD)                           | 50     |  |  |  |  |
|                              | Groupe des Républicains populaires (RP)                         | 35     |  |  |  |  |
|                              | Groupe de l'Union pour la nouvelle République (UNR)             | 32     |  |  |  |  |
|                              | Groupe du Centre républicain d'action rurale et sociale (CRARS) | 20     |  |  |  |  |
|                              | Groupe communiste (COM)                                         | 14     |  |  |  |  |
|                              | Non-inscrits                                                    | 6      |  |  |  |  |
|                              |                                                                 |        |  |  |  |  |
| Total                        | Total                                                           | 274    |  |  |  |  |

## Présidence du Sénat
Le 2 octobre 1962, les sénateurs réélisent Gaston Monnerville (GD) président du Sénat.
| Candidat             | Candidat             | Département d’élection | Parti                | Voix | %     |
| -------------------- | -------------------- | ---------------------- | -------------------- | ---- | ----- |
|                      | Gaston Monnerville   | Lot                    | GD                   | 212  | 98,60 |
|                      | Divers               |                        |                      | 3    | 1,40  |
|                      |                      |                        |                      |      |       |
| Votes exprimés       | Votes exprimés       | Votes exprimés         | Votes exprimés       | 215  | 88,11 |
| Votes blancs ou nuls | Votes blancs ou nuls | Votes blancs ou nuls   | Votes blancs ou nuls | 29   | 11,89 |
| Votants              | Votants              | Votants                | Votants              | 244  | 100   |